# Rajon Wizebsk

Rajon Wizebsk, Karte

Der Rajon Wizebsk (belarussisch Віцебскі раён; russisch Витебский район) ist eine Verwaltungseinheit im Nordosten der Wizebskaja Woblasz in Belarus mit dem administrativen Zentrum in der Stadt Wizebsk. Die Fläche des Rajons beträgt 2800 km².

## Geographie
Der Rajon Wizebsk liegt im nordöstlichen Teil der Wizebskaja Woblasz. Die Nachbarrajone in der Woblast Wizebsk sind im Norden Haradok, im Südosten Ljosna, im Süden Senna, im Südwesten Beschankowitschy und im Westen Schumilina.

## Söhne und Töchter des Rajons
- Vytautas Antanas Dambrava (1920–2016), litauischer Diplomat und Jurist

## Geschichte
Der Rajon Wizebsk wurde am 17. Juli 1924 gebildet, die heutigen Grenzen des Rajons bestehen seit 1960.